# 亞莉安娜·黛博塞
亞莉安娜·黛博塞（英語：Ariana DeBose，/ˌɑːriˈɑːnə dəˈboʊz/，1991年1月25日—），美國女演員、歌手及舞蹈家，在影視及戲劇圈贏得諸多獎項。
2009年在電視節目《舞林爭霸》出道。憑藉2011年音樂劇《魅力四射：音樂劇》首次亮相百老匯，後相繼參演《摩城：音樂劇》（2013年）、《彼平正傳》（2014年）、《漢密爾頓》（2015年至2016年）、《布朗克斯的故事》（2016年至2017年）。2018年憑藉《唐娜·桑瑪：音樂劇》提名東尼獎最佳音樂劇女配角。
黛博塞在2021年電影《西城故事》的演出深受業界好評，為此贏得奧斯卡最佳女配角和金球獎最佳電影女配角等諸多獎項及提名。2023年11月，她在迪士尼動畫工作室擔任動畫電影《星願》主角亞莎公主的聲演兼主題曲歌唱。

## 早期生活
亞莉安娜·黛博塞1991年1月25日生於北卡罗来纳州罗利。母親吉娜·黛博塞（Gina DeBose）是八年級教師。黛博塞在羅利的CC & Co.舞蹈中心（CC & Co. Dance Complex）接受舞蹈培訓。她說父親是波多黎各人，母親是白人，自己也擁有非洲和義大利血統。

## 個人生活
黛博塞是酷兒，並於2015年向她的祖父母出櫃。
2020年12月，黛博塞和喬·艾倫·佩爾曼發起不羁之心倡议（Unruly Hearts Initiative）。該倡議旨在幫助年輕人與倡導LGBTQ+社群組織和慈善機構建立聯繫。

## 荣誉
美国《时代》2022年全球百大最具影响力人物之一。

## 作品列表

### 舞台劇
| 年份 | 標題                  | 角色                           | 地點              |
| ---- | --------------------- | ------------------------------ | ----------------- |
| 2011 | 《髮膠明星夢》        | 小伊內茲（Little Inez）                   | 北卡羅來納劇院    |
| 2011 | 《魅力四射：音樂劇》  | 諾蒂卡（Nautica）／丹妮爾（Danielle）         | 聯盟劇院          |
| 2011 | 《公司》              | 群演                           | 艾弗里·費雪廳     |
| 2011 | 《魅力四射》          | 諾蒂卡／丹妮爾                 | 全國巡迴演唱會    |
| 2012 | 《魅力四射》          | 諾蒂卡／丹妮爾                 | 聖詹姆斯劇院      |
| 2013 | 《摩城：音樂劇》      | 群演／玛丽·威尔逊／黛安娜·罗斯 | 朗特方谭剧院      |
| 2014 | 《彼平正傳》          | 領袖                           | 音樂盒劇場        |
| 2015 | 《漢密爾頓》          | 群演                           | 公共劇院          |
| 2015 | 《悲慘世界》          | 愛波寧                         | 康涅狄格話劇團    |
| 2015 | 《漢密爾頓》          | 群演／枪弹（The Bullet）                 | 理查德·羅傑斯劇院 |
| 2016 | 《布朗克斯的故事》    | 珍（）                         | 朗埃克劇院        |
| 2017 | 《唐娜·桑瑪：音樂劇》 | 迪斯科唐娜                     | 拉霍亞劇場        |
| 2018 | 《唐娜·桑瑪：音樂劇》 | 迪斯科唐娜                     | 倫特-豐塔納劇院   |

### 電影
| 年份 | 標題                 | 角色            | 附註 |
| ---- | -------------------- | --------------- | ---- |
| 2011 | 《夥伴》             | 群演            |      |
| 2018 | 《海濱》（Seaside）         | 達芙妮（Daphne）      |      |
| 2020 | 《汉密尔顿》         | 群演／枪弹（The Bullet）  |      |
| 2020 | 《畢業舞會》         | 艾莉莎·格林（Alyssa Greene） |      |
| 2021 | 《西城故事》         | 安妮塔（Anita）      |      |
| 2023 | 《太空管制》         | 姬拉·福斯特（Kira Foster） |      |
| 2023 | 《星願》             | 艾霞（Asha）        | 配音 |
| 2024 | 《機密特務：阿蓋爾》 | 凱拉（Keira）        |      |
| 2024 | 《獵人克萊文》       | 卡呂普索·埃兹利 |      |
| 2025 | 《狠狠愛》           | 蘿絲（Rose）        |      |

### 電視
| 年份 | 標題                   | 角色                | 附註                 |
| ---- | ---------------------- | ------------------- | -------------------- |
| 2009 | 《舞林爭霸》           | 她自己              | 第六季；選手         |
| 2016 | 《警察世家》           | 蘇菲亞·奧爾蒂斯（Sophia Ortiz） | 單集：〈〉           |
| 2016 | 《漢密爾頓的美國》（Hamilton's America） | 她自己              | 電視紀錄片           |
| 2021 | 《歡迎來到施米加多！》 | 艾瑪·泰特（Emma Tate）       | 主演；6集            |
| 2022 | 《週六夜現場》         | 她自己（主持人）    | 單集：〈/Bleachers〉 |

## 外部連結
- 亞莉安娜·黛博塞在互联网电影资料库（IMDb）上的資料（英文）
- 互聯網百老匯資料庫（IBDB）上亞莉安娜·黛博塞的資料（英文）